# Trematomus lepidorhinus
Trematomus lepidorhinus és una espècie de peix pertanyent a la família dels nototènids.

## Descripció
- Pot arribar a fer 31 cm de llargària màxima.
- És de color marronós amb franges irregulars i fosques.
- 6-7 espines i 31-33 radis tous a l'aleta dorsal i 34-36 radis tous a l'anal.
- Boca i cavitats branquials negroses.[6][7][8]

## Alimentació
Menja amfípodes (principalment, Themisto gaudichaudii), copèpodes, poliquets i Mysida.

## Hàbitat
És un peix d'aigua marina i batidemersal, el qual viu entre 200 i 800 m de fondària i entre les latituds 60°S-78°S.

## Distribució geogràfica
Es troba a l'oceà Antàrtic: el talús i la plataforma continental de l'Antàrtida (llevat de la península Antàrtica). N'hi ha un registre també de dos exemplars capturats a les illes Òrcades del Sud.

## Observacions
És inofensiu per als humans.